# Ламорал Егмонт
Ламорал, 4-ти граф на Егмонт (на нидерландски: Lamoraal van Egmont), известен в историята просто като Егмонт, е испански командир и фламандски държавник, който е бил екзекутиран преди началото на Осемдесетгодишната война, един от водачите на антииспанската дворянска опозиция в Нидерландия.

## Биография
Ламорал е син и наследник на граф Егмонт Ян IV, представител на благородното семейство Дом Егмонт. Неговата майка, Франсоаз от Люксембург, като една от последните представителки на рода Люксембург, дава на сина си правото на графство (по-късно херцогство) на Фландрия. Ламорал израснал и получил военно образование при Карл V, Крал на Испания. През 1542 г. наследява владенията на брат си Чарлз, и в 1544 се жени за Сабин от рода Вителсбах, която му е родила дванайсет деца. През същата година той става рицар.
В редиците на испанската армия Ламорал Егмонт участвали в боевете на победители при Сан Куентин (1557) и при Гравелин (1558), в които той заповяда на испанските сили. През 1569 назначен щатхалтер на Фландрия и Артоа. През 1561 г. подава оставка. По заповед на херцог Алба е обесен.

## Фамилия
Ламорал Егмонт се жени на 8 април 1544 г. в Шпайер за Сабина фон Пфалц-Зимерн (* 13 юни 1528, † 19 юни 1578), дещеря на пфалцграф и херцог Йохан II фон Пфалц-Зимерн (1492 – 1557) и първата му съпруга Беатрикс фон Баден (1492 – 1535). Те имат децата:
- Елеонора († 1582)

∞ 1574 граф Георг д'Хорнес от Хутекерке († 1608)
- Мария († 1584), монахиня
- Филип (1558 – 1590), граф на Егмонт, щатхалтер на Артоа
- Франциска († 1589)
- Ламорал II († 1617), граф на Егмонт
- Маделейна

∞ Флорис ван Ставеле, граф на Херлиес
- Мария Христина (1554 – 1622)

∞ 1. 1579 граф Едуард от Бурнонвиле от Хенин-Литард (1533 – 1585)
∞ 2. 1587 граф Вилхелм от Лалаинг от Хоогстратен (1563 – 1590)
∞ 3. граф Карл II фон Мансфелд (1543 – 1596)
- Изабелла († млада)
- Анна (1560 – ?), монахиня
- Сабина (1562 – 1614)

∞ 1595 граф Георг Еберхард фон Золмс-Лих (1568 – 1602)
- Йохана (1563 – ?), приорин в Брюксел
- Карл (1567 – 1620), граф на Егмонт, княз на Гавре